# Шаркад
Шаркад (мађ. Sarkad рум. Șărcad) град је у Мађарској. Шаркад је један од важнијих градова у оквиру жупаније Бекеш.
Шаркад је имао 10.463 становника према подацима из 2009. године.

## Географија
Град Шаркад се налази у крајње источном делу Мађарске, на граници са Румунијом (7 км источно). Од престонице Будимпеште град је удаљен око 250 километара југоисточно. Град се налази у источном делу Панонске низије, близу реке Кереш. Надморска висина града је око 85 метара.

## Галерија
- Дворац у Шаркаду

## Партнерски градови
- Салонта
- Општина Снагов
- Нистетал
- Општина Бараолт